# Храм Нерукотворного Образа Христа Спасителя (Сириус)
Храм Нерукотво́рного О́браза Христа́ Спаси́теля (разг. Олимпи́йский храм или Спа́сская це́рковь) — православный храм в Сириусе Краснодарского края. Относится к Подворью Патриарха Московского и всея Руси при храме на федеральной территории «Сириус» Русской Православной Церкви (Московский Патриархат). Находится возле Имеретинской низменности.
Настоятель подворья — протоиерей Иоанн (Гелеван).

## История
Храм Нерукотворного Образа Христа Спасителя был задуман и построен как продолжение храмового комплекса Приюта Святого Иоанна Предтечи. Строительство храмового комплекса началось ещё в 2005 году, когда местные жители — семья Эксузян — пожертвовали свой земельный участок для строительства приюта:

«Семья Эксуян владела участком с 1950 года. Когда архимандрит Флавиан (Осколков) предложил нам построить на этой земле приют для престарелых людей, мы согласились, и по благословению Патриарха Московского и всея Руси Алексия Второго и митрополита Исидора с 2009 по 2011 год, нами были построены три корпуса с четырьмя домовыми храмами. С 2012 по 2014 год рядом с приютом по просьбе патриарха Кирилла был построен храм Нерукотворного Образа Христа Спасителя, для чего нашей семьей и отцом Флавианом государству были безвозмездно переданы земельные участки. После окончания строительства приют и храм стали единым комплексом». — цитирует Российская Газета. 

Во время раскопок в Сочи в 2010 году были найдены руины византийского храма IX века. Камень, взятый из руин, был заложен в основание нового храма 29 августа 2012 года — в день перенесения из Эдессы в Константинополь Нерукотворного Образа Христа. В день закладки с присутствием духовных и светских лиц митрополитом Екатеринодарским и Кубанским Исидором (Кириченко) были осуществлены чинопоследование и литургия. В богослужении участвовал хор Московского Сретенского ставропигиального монастыря. Позже произошло заседание Попечительского совета Фонда по строительству с участием политиков и спортсменов. В тот день присутствовали духовные и светские лица.
2 января 2014 года работы по росписи храма подошли к завершению, по благословению митрополита Исидора, настоятель и основатель храма архимандрит Флавиан (Осколков) прочел молитву и окропил святой водой иконостас и стены со свежими росписями, а также отслужил первую в храме Божественную Литургию Уже через несколько дней — 7 января — в праздник Рождества Христова в храме состоялось первое праздничное богослужение. На службу пришло около 300—400 верующих, в том числе президент России Владимир Путин и первый заместитель председателя Государственной Думе Александр Жуков.
После оглашения послания патриарха президент побеседовал с настоятелем архимандритом Флавианом и подарил ему русскую икону XIX века из липы и сусального золота с образом Спаса Нерукотворного. От церкви в подарок Путин тоже получил икону и православный календарь.
2 февраля 2014 года митрополит Екатеринодарский и Кубанский Исидор освятил храм в честь Нерукотворного Образа Христа Спасителя.
Три дня спустя Святейший Патриарх Кирилл совершил молебен с присутствием спортсменов из России, Беларуси, Украины и Молдовы, а также чиновников и политиков, которые содействовали в проведении Зимних Олимпийских игр в Сочи. Молебен для паралимпийцев был совершен 6 марта.
Согласно форуму «Сочи-2013», общая стоимость комплекса составляет 478 миллионов рублей, часть средств было выделена из краевого бюджета, а часть привлечено с помощью попечительского фонда.

## Архитектура
Храм построен в виде тетраконха и в неовизантийском стиле рубежа XIX—XX вв. Высота церкви около 43 метров. Помещение внутри фундамента, стоящее на двухъярусном стилобате под церковью, предназначено для проведения конференций и выставок, например об истории Христианства на Кавказе. Центральный четверик возвышается над другими, конусный купол покрыт медью. Храм окружён прямоугольными объёмами притворов со всех четырёх сторон, верхний ярус состоит из полукруглых апсидов, покрытыми медными конхами. На западной стороне располагается маленькая колокольня, на восточной стороны — алтарная апсида. Порталы на севере, западе и юге имеют портики с короткими колоннами и полуфронтонами. В центре свода располагается образ Спасителя и вокруг него серафимы. Над храмом работала мастерская «АС-про» под руководством Фёдора Афуксениди. 
25 художников из Российской академии живописи, ваяния и зодчества Ильи Глазунова расписали стены в течение четырёх месяцев. Роспись была сделана в стиле модерна или реализма, напоминая живопись Виктора Васнецова. Изображения библейских персонажей и ангелов на фресках имеют свои особенности, в частности, у них большие, выразительные глаза.
Колокол весом 2000 кг впервые зазвучал 5 февраля.

## Галерея

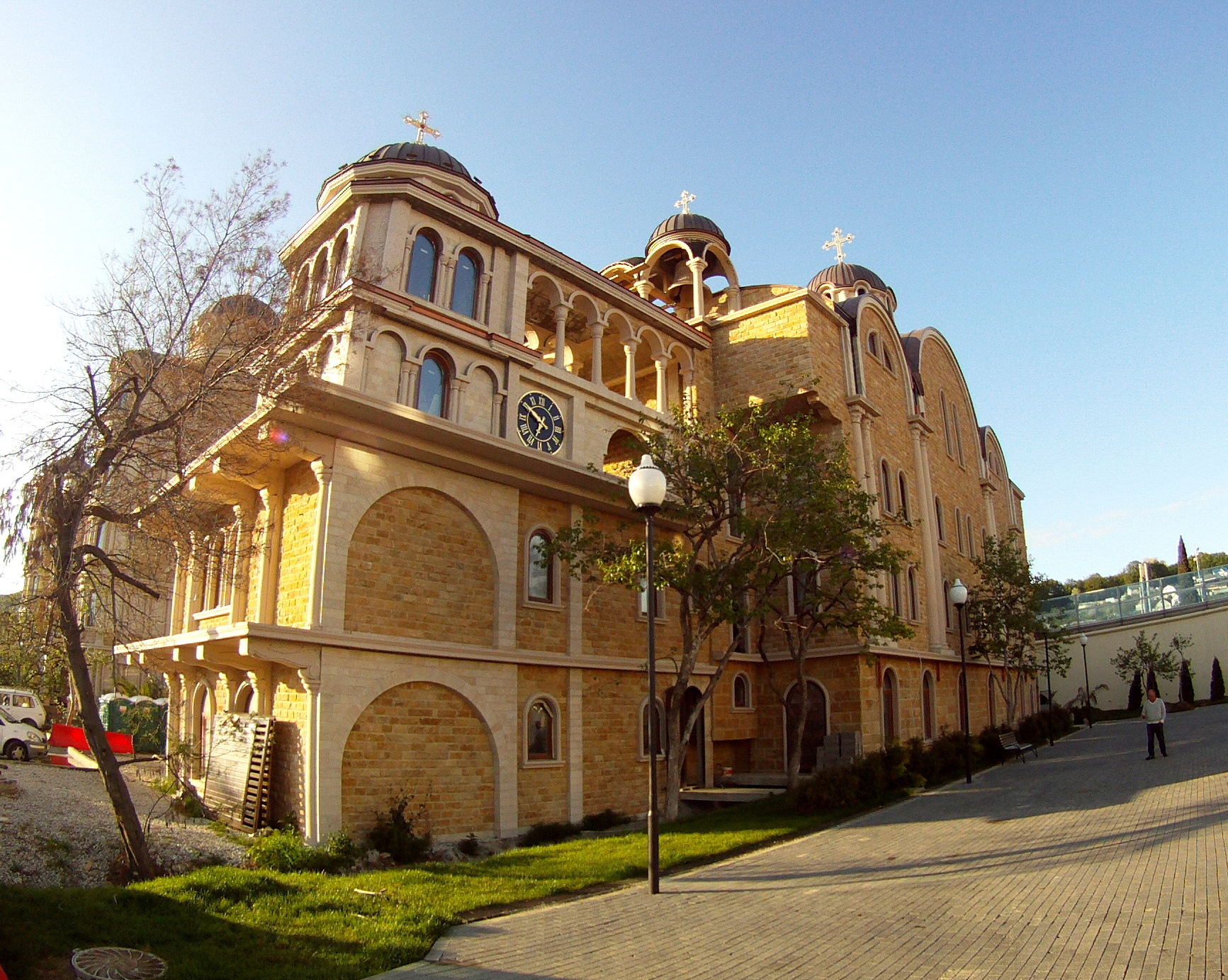
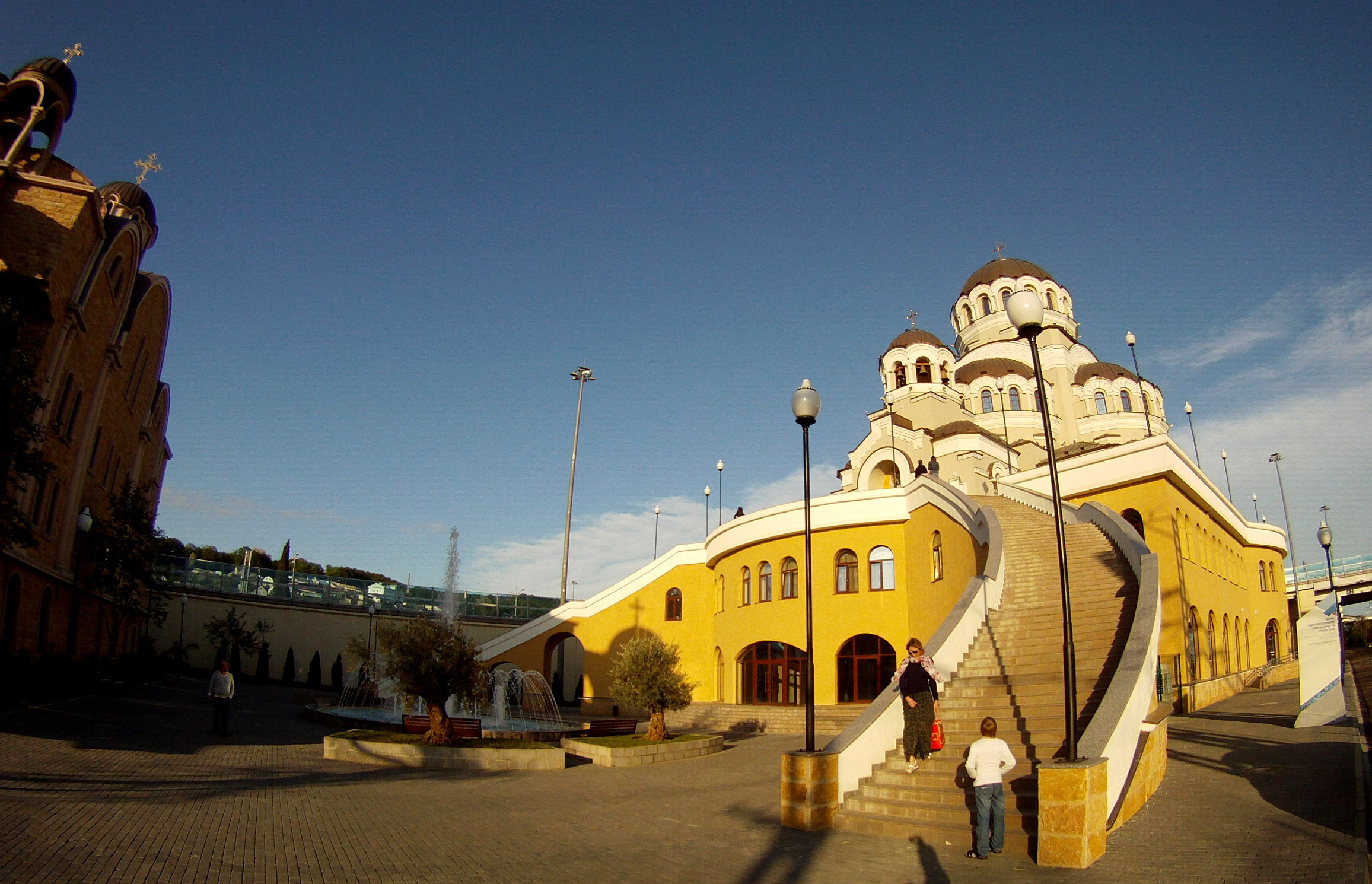
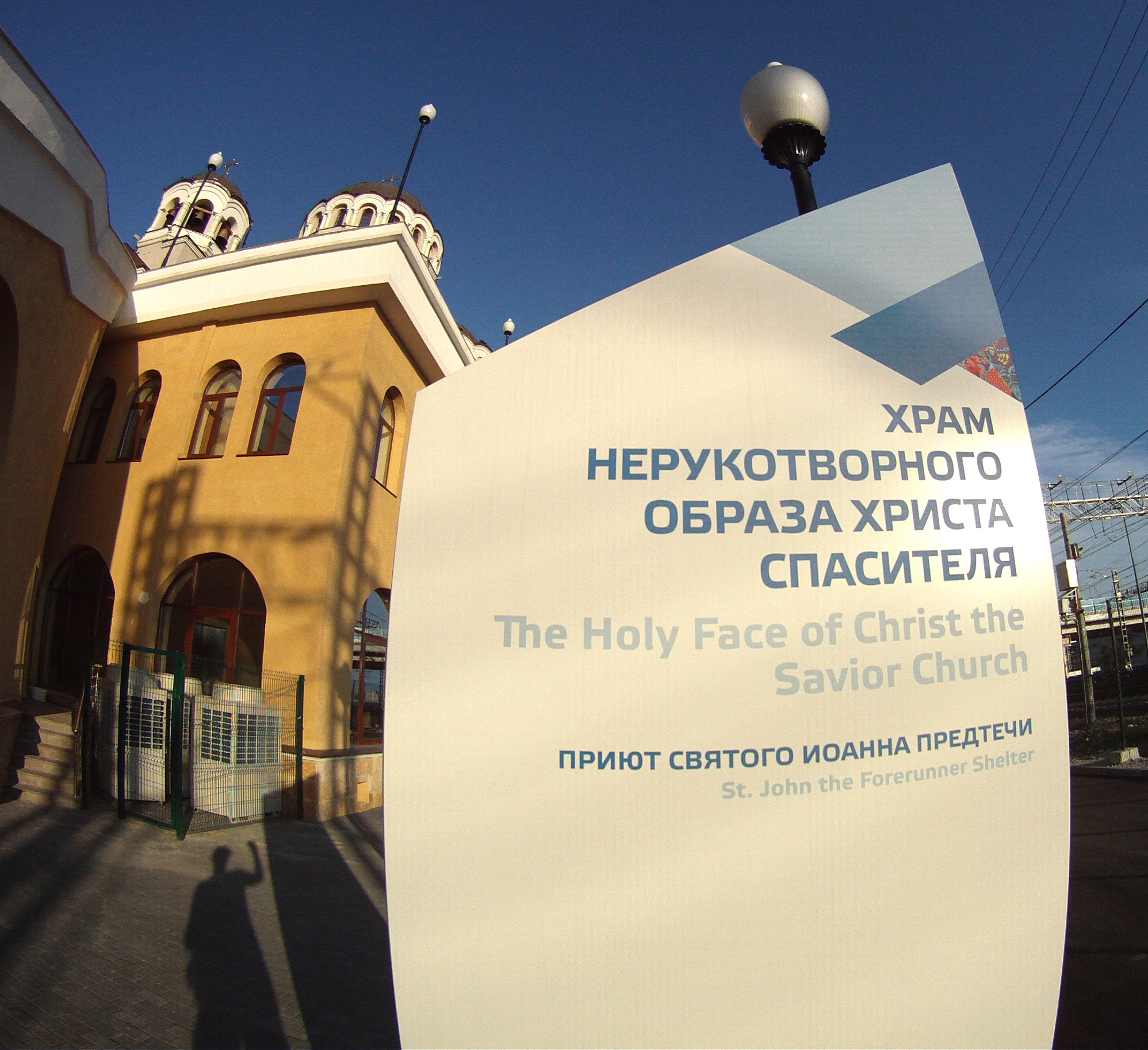
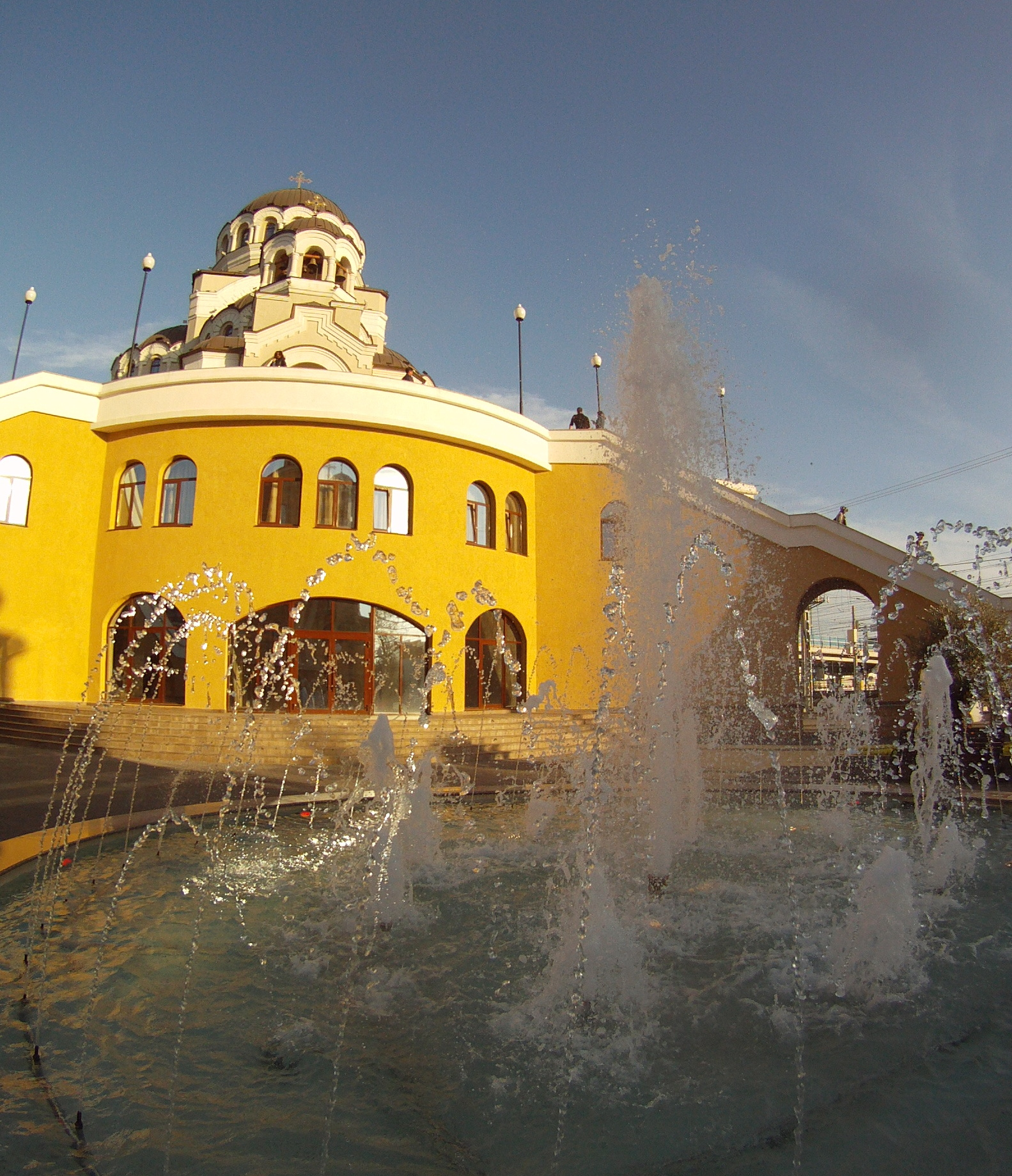